# Ruta Estatal de California 142
La Ruta Estatal 142, también conocida como Carbon Canyon Road, empieza desde el sureste de la Ruta Estatal 71 en Chino Hills hacia Lambert Road en Brea.  La sección occidental de la ruta es conocida como Chino Hills Parkway.
La ruta está designada como una ruta escénica desde la línea del condado de Orange-San Bernardino hacia Peyton Drive en Chino Hills. La ruta es muy popular por ser un atajo hacia Inland Empire y los centros de negocios en Brea y los alrededores del condado de Orange; sin embargo, la ruta tiene muchas curvas y el viaje no es recomendado para los camiones y vehículos pesados.
La ruta es parte del Sistema de Autovías y Vías expresas de California y está dentro del Sistema de Carreteras Estatales Escénicas.

## Intersecciones principales
Nota: A excepción de los letreros con prefijos de una letra,  los postes de mileajes fueron medidos en 1964, basados en la alineación que existía en ese tiempo, y no necesariamente reflejan el actual mileaje. Los números se inician en las fronteras de los condados; el inicio y los postes de los mileajes en los extremos en cada condado son dado en la columna de condado.
| Condado                      | Ubicación   | Mileaje | Destinos                     | Notas       |
| ---------------------------- | ----------- | ------- | ---------------------------- | ----------- |
| Orange ORA R0.75-6.35        | Brea        | R0.75   | SR 90 (Imperial Highway)     |             |
| Orange ORA R0.75-6.35        | Brea        | R1.77   | Lambert Road                 |             |
| San Bernardino SBD 0.00-5.78 | Chino Hills | R3.87   | Chino Hills Parkway          |             |
| San Bernardino SBD 0.00-5.78 | Chino Hills | 5.78    | SR 71 (Chino Valley Freeway) | Intercambio |